# Camp-rubí
|  | No s'ha de confondre amb camprubí. |

Camp-rubí és un mas al terme municipal de Castell de l'Areny (Berguedà) catalogat a l'Inventari del Patrimoni Arquitectònic de Catalunya. Masia de planta rectangular coberta a dues aigües amb el carener paral·lel a la façana, orientada a migdia. La masia s'organitza en planta baixa i tres pisos superiors, cadascun amb obertures de tipologia diferent, petites i allindanades al primer pis, de majors dimensions al segon i arcs escarsers al tercer. La masia probablement fou bastida al segle xvii, probablement sobre uns fonaments medievals, i al segle xviii se li adossà un cos rectangular a ponent, destinat a pallissa. Aquest cos, juntament amb les corts annexes, tanca totalment l'era enllosada. Les notícies es remunten a la baixa edat mitjana. La casa surt esmentada en el fogatge del 1553. Formava part dels termes jurisdiccionals de la baronia de Portella en aquest sector de l'alt Berguedà, i com tal figura en els capbreus fets durant tota l'època moderna on la família Camprubí reconeix ésser vassalla de la jurisdicció civil i criminal del baró de la Portella.